# 藏緬語族
藏緬語族是分布於藏區、中國西南部、印度東北部、尼泊爾、巴基斯坦、不丹、緬甸、泰國、越南等地的一組語言。根據民族语网站2009年的資料，藏缅语族共包含有435种語言，其中主要的语言有緬甸語、藏語、彝語、曼尼普爾語等。
藏緬語族语言的总使用人口约有6000万，而緬甸語是藏緬語族中使用人口最多的一種語言，大概有3200萬人使用。此外，有700萬的藏人使用藏語。

## 簡介
藏緬語族不但分布廣，而且語種多、差別大，這意味著藏緬語族源遠流長，其歷史縱深可能足與印歐語系等量齊觀。藏緬語族之下到底有多少分支，由於現行分類體系不完整，對現代語言的調查又不夠全面，目前尚無定論。如果採取比較保守的分類，加上系屬不明之「孤立語言」，如土家語、蘇龍語、格曼語、貢都語、達迈語、舍爾都克奔語等，未來承認之獨立語支可能將超過二十餘個。
藏緬語族的語言多半都沒有文字，有較長期文獻資料者僅有藏語、緬甸語、西夏語、絨巴語以及彝語五種。其中藏語從7世紀起就有以印度系統字母書寫的藏文，為整個漢藏語系中最古老、最精確的標音文獻記錄，對了解漢藏語系至為關鍵。
祖語稱為原始藏緬語。

## 藏緬語族概念簡史

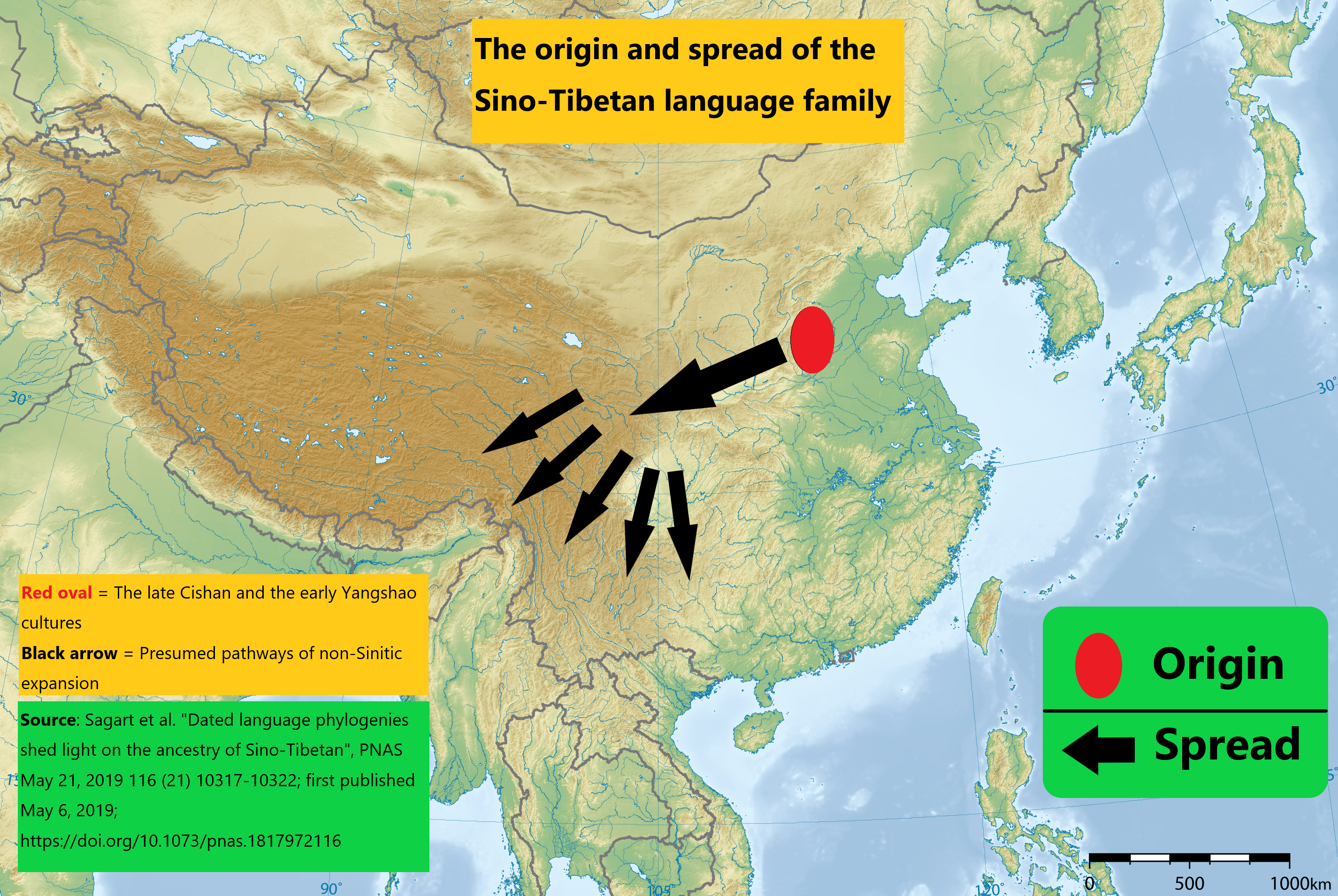
汉藏语系的起源与传播。红椭圆是磁山晚期和仰韶早期的文化。黑色箭头是非汉语族的假定途径。在将语言比较方法应用于沙加尔于2019年开发的比较语言数据数据库以识别声音对应关系并建立同源词后，系统发育方法被用于推断这些语言之间的关系并估计其起源和家乡的年龄。

大概在1850年左右，相關學者從「藏文」(起源於7世紀)和「缅文」(起源於12世紀)的相關資料中，發現到這兩種語言似乎有某種程度的關聯性。在這之後，有一些英國學者以及英國派駐在印度和緬甸的殖民地官員，也開始採用比較有系統的方式，試著對該地區比較不為人知的一些「部落語言進行實地的田野調查和紀錄，而發現到這些語言和藏語以及緬語這兩個具有文字傳統的語言，似乎也有某種程度的親和關係。在這些相關研究中，George Abraham Grierson的《印度語言調查》(Linguistic Survey of India)，是這個階段對於藏緬語言最重要的研究成果。
接下來，雖然有人試著要在藏語和漢語之間找尋其中的親緣關係，但是，由於相關實證資料的不足，學者並無法對原始藏緬語進行擬構的工作，也因此無法產生什麼明確的結論。1930年左右，美國語言學者Robert Shafer在白保羅的協助下，以在該地區工作的殖民地官員和傳教士所編寫的一些字典和語言研究為基礎，首次對後來被歸類為藏緬語族的這些語言進行比較有系統的研究工作，也初步將這些語言的系譜關係作了一定程度的釐清。這次研究的成果，是被稱之為《漢藏語言學》(Sino-Tibetan Linguistics)(1939-1941)的三卷未出版手稿。
1966年，Shafer第一次正式將他的研究心得加以出版，這就是《漢藏語言介紹》(Introduction to Sino-Tibetan)。在這本書中，他不但將泰語列入漢藏語系當中，同時也對藏緬語族的各種語言，作了相當詳盡的分類。雖然這個分類系統乍看之下十分地合理，但是，由於某些語言的原始資料並不齊備，他的某些分類其實是很有問題的。
同樣以這些資料為基礎，白保羅卻獲得了和Shafer不太相同的結論。在其1972年所出版的《漢藏語概論》(Sino-Tibetan: A Conspectus)中，白保羅一方面將泰語排除在漢藏語系之外，另一方面，他則將緬甸北部的克欽語視為是其他藏緬語族語言的「輻射中心」，而將克倫語排除在這個中心之外。雖然白保羅的這本書還留下不少無法解決的難題，但是，目前多數的語言學者都認為，《漢藏語概論》的出版代表了漢藏語系研究的一個新紀元，也在某種程度上對藏緬語族的分類，提供了比較可信的假設。

## 分類

### 马蒂索夫的分类
流传最广的或属马蒂索夫的分类：
- 卡默鲁珀（地理划分）
  - 库基-钦-那加（地理划分）
  - 阿博尔-米里-达夫拉
  - 博多-加罗
- 喜马拉雅（Himalayish，地理划分）
  - 大基兰特
  - 藏-金瑙尔
- 羌
- 景颇-侬-卢伊
  - 景颇
  - 侬
  - 卢伊
- 倮倮-缅-纳西
- 克伦
- 白
- 土家语（未分类）

### 杜冠明的分类
杜冠明（Thurgood 2003）的分类如下：
- 倮倮-缅
- 藏（Bodic）
  - A组
    - 藏语方言
    - 达芒-古隆-塔卡利-玛囊巴
    - 德巴

  - B组
    - 雷布查语、尼瓦尔语
    - 仓洛语（暂定）
- 萨尔（可能包含卢伊）
- 库基-钦-那加（暂定，包含曼尼普尔语）
- 戎
  - 嘉绒
  - 独龙语和相关语言（侬语支）
  - 基兰特
  - 西喜马拉雅
  - 卡姆语（Kham）、马嘉尔语、Chepang（不构成一个子类）
  - 羌
- 克伦
- 其他小分支：塔尼、舍朱奔-布贡-苏龙-利西巴、鲁索语支、义都-迪加羅、米教/格曼
- 未分类语言：骠语、纳西语、土家语、白语

杜冠明认为白语也可能属于汉语族。

### 孙宏开的分類
孙宏开（2015）比较了藏缅语言的语音、词汇和语法特点，根据远近关系將其划分为5个语群，共10个语支：
- 藏-喜马拉雅语群
  - 藏语支
    - 北支：藏语、门巴语、仓洛语、白马语等。
    - 南支：塔芒语（Tamang）、嘎尔语（Ghale）、古戎语（Gurung）、唐米语（Thangmi）、塔卡里语（Thakali）、马囊语（Manang）、塔克巴语（Takpa）、尼瓦尔语（Newar）、胡姆拉语（Humla）、喀瑙里语（Kanauri）等。

  - 喜马拉雅语支
    - 西支：基兰提语组（Kiranti）、彻旁语组（Chepang）。
    - 中支：塔尼语组（Tani，又称阿迪语组Adi）、雷布查语组（Lepcha）、苏龙语组（Sulong）。
    - 東支：帕达姆语（Padam）、巴里波语（Pailibo）、米朗语（Milang）、巴昔语（Pasi）、民雍语（Minyong）、西蒙语（Shimong）、卡尔喀语（Karka）、嘎罗语（Galo）、布阳西语（Byangsi）等。
- 博多-那嘎-钦语群（Boro-Naga-Chin）
  - 库基-钦语支（Kuki-Chin）
    - 库基语组
    - 钦语组

  - 那嘎-博多-嘎若语支
    - 那嘎语组
    - 博多语组
    - 嘎若语组

  - 米佐语支（Mizo，又称Lushai或Rai，过去称为赖语支）
- 克伦语群
  - 克伦语支（Karenic）
    - 斯高语组：斯高语（Sgaw）、喀亚赫语（Kayah）、喀燕语（Kayah）等。
    - 帕沃语组：帕沃语（Paʼo）、波语（Pwo）等。
- 彝缅语群
  - 缅语支（Burmish）
    - 缅语组（Burmese）
    - 阿昌语组（Achang）

  - 彝语支（Yipho，原称Loloish）
    - 中央组：哈尼语（Hani，泰缅通称Akha）、傈僳语（Lisu）、拉祜语（Lahu）、基诺语（Jinuo）、怒苏语（Nusu）、柔若语（Zaozou）、桑孔语（Sangkong）等。
    - 东部组：土家語（Tujia）、白語（Bai）等。
    - 西部－北部组：毕苏语（Bisu）、普诺依语（Punoi）、老庞语（Laopang）、纳西语（Naxi, Moso）
- 羌-景颇语群
  - 景颇语支（Jingphoish）
    - 景颇语组：景颇语（Jingpho）、科赫语（Koch）、扎克灵语（Zakring）、塔满（Taman）等。
    - 独龙语组（Dulong，或称怒语組Nuish）：独龙语（Dulong）、阿侬语（Nung）、日旺语（Rawang）等。

  - 羌语支
    - 北支：羌语（Qiang）、尔龚语（Ergong）、拉坞戎语（Lavrong）、嘉绒语（rGyarong）、普米语（Primi,Pumi）、木雅语（Muya,Minya）、扎巴语（Zhaba）、却域语（Queyu）等。
    - 南支：尔苏语（Ersu）、纳木依语（Namuyi）、史兴语（Shixing）、贵琼语（Guiqiong）等。文献语言西夏语（Xixia,Tangut）亦包含在此语支。

## 藏緬語族語言舉隅
- 藏語、宗喀語
- 緬甸語、彝語、傈僳語、拉祜語
- 羌語
- 嘉絨語
- 景頗語（克欽語）
- 白語
- 土家語
- 曼尼普爾語
- 西夏語